# Distretto di Tak Bai
Il distretto di Tak Bai (in thailandese: ตากใบ) è un distretto (amphoe) della Thailandia, situato nella provincia di Narathiwat.